# 博納維爾鹽灘
博納維爾鹽灘（英語：Bonneville Salt Flats）是位於美國猶他州西北部，大鹽湖以西的一個鹽灘，面積達260平方公里（100平方英里）。鹽灘的名字取自於一位美國軍人。博納維爾鹽灘是一個鹽湖的遺跡。每年8月在這裡舉行博納維爾鹽灘國際競速賽。